# La Vuelta Femenina 2023
La 9a edició de la Vuelta Femenina, la primera amb aquest nom, es va desenvolupar entre l'1 i el 7 de maig de 2023, essent el 15è esdeveniment del World Tour femení.
La neerlandesa Annemiek van Vleuten (Movistar) fou la vencedora de la prova, superant per 9 segons la seva compatriota Demi Vollering (SD Worx). L'italiana Gaia Realini (Trek-Segafredo) completà el podi.

## Equips
Vint-i-tres equips van participar en la prova: 12 del World Tour i 11 continentals. També hi hagués hagut de participar el Zaaf; però no ho va poder fer a causa de no disposar de prou corredores disponibles, ja que les ciclistes duien mesos sense cobrar.
| UCI Women's WorldTeams (12)- Canyon-SRAM Racing - Team DSM - EF Education-TIBCO-SVB - FDJ-Suez - Israel-Premier Tech Roland - Team Jumbo-Visma - Liv Racing TeqFind - Movistar Team - Team Jayco AlUla - SD Worx - Trek-Segafredo - UAE Team ADQ UCI Women's continental teams (11)- Bepink - Bizkaia-Durango - Coop-Hitec Products - Eneicat-CMTeam-Seguros Deportivos - Farto-BTC - Laboral Kutxa-Fundacion Euskadi - Massi Tactic - Cantabria Deporte-Rio Miera - Soltec Team - Sopela Women's Team - St Michel-Mavic-Auber93 |
| |

## Etapes
| Etapa    | Data      | Ciutats d'etapa                    | type                      | Distància (km) | Vencedora de l'etapa | Líder de la general  |
| -------- | --------- | ---------------------------------- | ------------------------- | -------------- | -------------------- | -------------------- |
| 1a etapa | 1 de maig | Torrevella – Torrevella            | contrarellotge per equips | 14,5           | Team Jumbo-Visma     | Anna Henderson       |
| 2a etapa | 2 de maig | Oriola – el Pilar de la Foradada   | etapa plana               | 105,8          | Charlotte Kool       | Marianne Vos         |
| 3a etapa | 3 de maig | Elche de la Sierra – La Roda       | etapa plana               | 157,8          | Marianne Vos         | Marianne Vos         |
| 4a etapa | 4 de maig | Conca – Guadalajara                | etapa plana               | 133,1          | Marianne Vos         | Marianne Vos         |
| 5a etapa | 5 de maig | la Cabrera – Riaza                 | etapa de muntanya         | 129,5          | Demi Vollering       | Demi Vollering       |
| 6a etapa | 6 de maig | Castro Urdiales – Laredo           | etapa de mitja muntanya   | 106,1          | Gaia Realini         | Annemiek van Vleuten |
| 7a etapa | 7 de maig | La Pola Siero – llacs de Covadonga | etapa de muntanya         | 93,7           | Demi Vollering       | Annemiek van Vleuten |

## Desenvolupament de la cursa

### 1a etapa
Torrevella - Torrevella (14,5 km)

La prova va començar amb una contrarellotge per equips de 14,5 km pels voltants de Torrevella guanyada pel Jumbo-Visma per tot just un segon avantatge sobre el Canyon-SRAM. La britànica Anna Henderson esdevé la primera líder de la prova.
| \| Classificació de l'etapa \| Classificació de l'etapa \| Classificació de l'etapa \| Classificació de l'etapa \| Classificació de l'etapa \| Classificació de l'etapa \| \| Equip \| Equip \| Temps \| Diferència de temps \| Velocitat \| \| \| ------------------------ \| ------------------------ \| ------------------------ \| ------------------------ \| ------------------------ \| ------------------------ \| \| 1r \| Team Jumbo-Visma \| 18' 03" \| 0" \| 48.199 km/h \| \| \| 2n \| Canyon-SRAM Racing \| 18' 04" \| + 1" \| 48.155 km/h \| \| \| 3r \| Trek-Segafredo \| 18' 12" \| + 9" \| 47.802 km/h \| \| \| 4t \| Movistar Team \| 18' 15" \| + 12" \| 47.671 km/h \| \| \| 5è \| SD Worx \| 18' 18" \| + 15" \| 47.584 km/h \| \| \| 6è \| FDJ-Suez \| 18' 28" \| + 25" \| 47.112 km/h \| \| \| 7è \| Team DSM \| 18' 28" \| + 25" \| 47.112 km/h \| \| \| 8è \| Team Jayco AlUla \| 18' 34" \| + 31" \| 46.858 km/h \| \| \| 9è \| UAE Team ADQ \| 18' 44" \| + 41" \| 46.441 km/h \| \| \| 10è \| Liv Racing TeqFind \| 18' 45" \| + 42" \| 46.400 km/h \| \| |                    |         |                     |             |
| |                    |         |                     |             |
| |                    |         |                     |             |
| Classificació de l'etapa |                    |         |                     |             |
| Equip | Equip              | Temps   | Diferència de temps | Velocitat   |
| 1r | Team Jumbo-Visma   | 18' 03" | 0"                  | 48.199 km/h |
| 2n | Canyon-SRAM Racing | 18' 04" | + 1"                | 48.155 km/h |
| 3r | Trek-Segafredo     | 18' 12" | + 9"                | 47.802 km/h |
| 4t | Movistar Team      | 18' 15" | + 12"               | 47.671 km/h |
| 5è | SD Worx            | 18' 18" | + 15"               | 47.584 km/h |
| 6è | FDJ-Suez           | 18' 28" | + 25"               | 47.112 km/h |
| 7è | Team DSM           | 18' 28" | + 25"               | 47.112 km/h |
| 8è | Team Jayco AlUla   | 18' 34" | + 31"               | 46.858 km/h |
| 9è | UAE Team ADQ       | 18' 44" | + 41"               | 46.441 km/h |
| 10è | Liv Racing TeqFind | 18' 45" | + 42"               | 46.400 km/h |

| \| Classificació general \| Classificació general \| Classificació general \| Classificació general \| Classificació general \| \| Ciclista \| Ciclista \| Equip \| Temps \| \| \| --------------------- \| ------------------------ \| --------------------- \| --------------------- \| --------------------- \| \| 1r \| Anna Henderson \| Team Jumbo-Visma \| 18' 03" \| \| \| 2n \| Amber Kraak \| Team Jumbo-Visma \| + 0" \| \| \| 3r \| Marianne Vos \| Team Jumbo-Visma \| + 0" \| \| \| 4t \| Riejanne Markus \| Team Jumbo-Visma \| + 0" \| \| \| 5è \| Chloé Dygert \| Canyon-SRAM Racing \| + 1" \| \| \| 6è \| Agnieszka Skalniak-Sójka \| Canyon-SRAM Racing \| + 1" \| \| \| 7è \| Katarzyna Niewiadoma \| Canyon-SRAM Racing \| + 1" \| \| \| 8è \| Elise Chabbey \| Canyon-SRAM Racing \| + 1" \| \| \| 9è \| Ricarda Bauernfeind \| Canyon-SRAM Racing \| + 1" \| \| \| 10è \| Lizzie Deignan \| Trek-Segafredo \| + 9" \| \| |                          |                    |         |
| |                          |                    |         |
| |                          |                    |         |
| Classificació general |                          |                    |         |
| Ciclista | Ciclista                 | Equip              | Temps   |
| 1r | Anna Henderson           | Team Jumbo-Visma   | 18' 03" |
| 2n | Amber Kraak              | Team Jumbo-Visma   | + 0"    |
| 3r | Marianne Vos             | Team Jumbo-Visma   | + 0"    |
| 4t | Riejanne Markus          | Team Jumbo-Visma   | + 0"    |
| 5è | Chloé Dygert             | Canyon-SRAM Racing | + 1"    |
| 6è | Agnieszka Skalniak-Sójka | Canyon-SRAM Racing | + 1"    |
| 7è | Katarzyna Niewiadoma     | Canyon-SRAM Racing | + 1"    |
| 8è | Elise Chabbey            | Canyon-SRAM Racing | + 1"    |
| 9è | Ricarda Bauernfeind      | Canyon-SRAM Racing | + 1"    |
| 10è | Lizzie Deignan           | Trek-Segafredo     | + 9"    |

### 2a etapa
Oriola - Pilar de la Foradada (105,8 km)
La primera meitat de l'etapa era força plana i la segona més muntanyosa. En l'últim terç de l'etapa hi havia un sprint intermedi (km 77,5) i, després, van pujar el port de Sant Miquel de les Salinas (7,6 km a 1,2% però amb dos trams de baixada), classificat de 4a categoria i el cim del qual es troba al km 86,5. L'arribada fou al Pilar de la Foradada.

A 38 km de l'arribada, el pilot atrapa l'escapada del dia, integrada Catalina Soto, Coralie Demay, Yurani Blanco i Andrea Casagranda, la corredora més jove de la prova. L'arribada és a l'sprint, on s'imposa Charlotte Kool. La neerlandesa Marianne Vos esdevé la nova líder de la prova.
| \| Classificació de l'etapa \| Classificació de l'etapa \| Classificació de l'etapa \| Classificació de l'etapa \| Classificació de l'etapa \| \| Ciclista \| Ciclista \| Equip \| Temps \| \| \| ------------------------ \| ------------------------ \| ------------------------------- \| ------------------------ \| ------------------------ \| \| 1r \| Charlotte Kool \| Team DSM \| 2h 41' 27" \| \| \| 2n \| Marianne Vos \| Team Jumbo-Visma \| + 0" \| \| \| 3r \| Chloé Dygert \| Canyon-SRAM Racing \| + 0" \| \| \| 4t \| Blanka Vas \| SD Worx \| + 0" \| \| \| 5è \| Rachele Barbieri \| Liv Racing TeqFind \| + 0" \| \| \| 6è \| Alba Teruel Ribes \| Laboral Kutxa-Fundación Euskadi \| + 0" \| \| \| 7è \| Demi Vollering \| SD Worx \| + 0" \| \| \| 8è \| Nina Kessler \| Team Jayco AlUla \| + 0" \| \| \| 9è \| Anna Henderson \| Team Jumbo-Visma \| + 0" \| \| \| 10è \| Clara Copponi \| FDJ-Suez \| + 0" \| \| |                   |                                 |            |
| |                   |                                 |            |
| |                   |                                 |            |
| Classificació de l'etapa |                   |                                 |            |
| Ciclista | Ciclista          | Equip                           | Temps      |
| 1r | Charlotte Kool    | Team DSM                        | 2h 41' 27" |
| 2n | Marianne Vos      | Team Jumbo-Visma                | + 0"       |
| 3r | Chloé Dygert      | Canyon-SRAM Racing              | + 0"       |
| 4t | Blanka Vas        | SD Worx                         | + 0"       |
| 5è | Rachele Barbieri  | Liv Racing TeqFind              | + 0"       |
| 6è | Alba Teruel Ribes | Laboral Kutxa-Fundación Euskadi | + 0"       |
| 7è | Demi Vollering    | SD Worx                         | + 0"       |
| 8è | Nina Kessler      | Team Jayco AlUla                | + 0"       |
| 9è | Anna Henderson    | Team Jumbo-Visma                | + 0"       |
| 10è | Clara Copponi     | FDJ-Suez                        | + 0"       |

| \| Classificació general \| Classificació general \| Classificació general \| Classificació general \| Classificació general \| \| Ciclista \| Ciclista \| Equip \| Temps \| \| \| --------------------- \| ------------------------ \| --------------------- \| --------------------- \| --------------------- \| \| 1r \| Marianne Vos \| Team Jumbo-Visma \| 2h 59' 24" \| \| \| 2n \| Chloé Dygert \| Canyon-SRAM Racing \| + 1" \| \| \| 3r \| Riejanne Markus \| Team Jumbo-Visma \| + 2" \| \| \| 4t \| Anna Henderson \| Team Jumbo-Visma \| + 6" \| \| \| 5è \| Amber Kraak \| Team Jumbo-Visma \| + 6" \| \| \| 6è \| Katarzyna Niewiadoma \| Canyon-SRAM Racing \| + 7" \| \| \| 7è \| Elise Chabbey \| Canyon-SRAM Racing \| + 7" \| \| \| 8è \| Ricarda Bauernfeind \| Canyon-SRAM Racing \| + 7" \| \| \| 9è \| Agnieszka Skalniak-Sójka \| Canyon-SRAM Racing \| + 7" \| \| \| 10è \| Amanda Spratt \| Trek-Segafredo \| + 15" \| \| |                          |                    |            |
| |                          |                    |            |
| |                          |                    |            |
| Classificació general |                          |                    |            |
| Ciclista | Ciclista                 | Equip              | Temps      |
| 1r | Marianne Vos             | Team Jumbo-Visma   | 2h 59' 24" |
| 2n | Chloé Dygert             | Canyon-SRAM Racing | + 1"       |
| 3r | Riejanne Markus          | Team Jumbo-Visma   | + 2"       |
| 4t | Anna Henderson           | Team Jumbo-Visma   | + 6"       |
| 5è | Amber Kraak              | Team Jumbo-Visma   | + 6"       |
| 6è | Katarzyna Niewiadoma     | Canyon-SRAM Racing | + 7"       |
| 7è | Elise Chabbey            | Canyon-SRAM Racing | + 7"       |
| 8è | Ricarda Bauernfeind      | Canyon-SRAM Racing | + 7"       |
| 9è | Agnieszka Skalniak-Sójka | Canyon-SRAM Racing | + 7"       |
| 10è | Amanda Spratt            | Trek-Segafredo     | + 15"      |

### 3a etapa
Elche de la Sierra - La Roda (157,8 km)
L'etapa no presentava cap dificultat notable; però el pilot va haver de creuar alguns altiplans del centre d'Espanya, que estan regularment exposats als vents. Hi havia un sprint intermedi al km 136,6 i l'arribada era a La Roda, on les ciclistes acabaven els 157,8 km de recorregut de l'etapa, començada a Elche de la Sierra.

Al cap d'uns seixanta quilòmetres, el vent va provocar tres talls al pilot. Gaia Realini, Elizabeth Deignan, Amanda Spratt i Kristen Faulkner són les quatre favorites que queden allunyades d'un pilot amb només unes 50 integrants. Sota l'impuls del DSM, el grup capdavanter es va dividir en dos a cinquanta quilòmetres de l'arribada i Silvia Persico, Mavi García i bona part de l'equip FDJ-Suez queden endarrerides. Marianne Vos va aprofitar l'esprint intermedi de Barrax per guanyar 6 segons de bonificació i augmentar el seu lideratge a la classificació general. A més, també s'imposa a l'sprint a la guanyadora de la vigília, Charlotte Kool i manté el mallot de líder. Per la seva banda, Évita Muzic, Veronica Ewers, Ane Santesteban, Blanka Kata Vas i Ricarda Bauernfeind perden més d' 1 min 30 s i Kristen Faulkner, Gaia Realini, Marta Cavalli i Amanda Spratt més de 2 min 40 s.
| \| Classificació de l'etapa \| Classificació de l'etapa \| Classificació de l'etapa \| Classificació de l'etapa \| Classificació de l'etapa \| \| Ciclista \| Ciclista \| Equip \| Temps \| \| \| ------------------------ \| ------------------------ \| ------------------------------- \| ------------------------ \| ------------------------ \| \| 1r \| Marianne Vos \| Team Jumbo-Visma \| 3h 02' 05" \| \| \| 2n \| Charlotte Kool \| Team DSM \| + 0" \| \| \| 3r \| Chloé Dygert \| Canyon-SRAM Racing \| + 0" \| \| \| 4t \| Clara Copponi \| FDJ-Suez \| + 0" \| \| \| 5è \| Emma Norsgaard \| Movistar Team \| + 0" \| \| \| 6è \| Tamara Balabolina \| Israel-Premier Tech Roland \| + 0" \| \| \| 7è \| Liane Lippert \| Movistar Team \| + 0" \| \| \| 8è \| Alba Teruel Ribes \| Laboral Kutxa-Fundación Euskadi \| + 0" \| \| \| 9è \| Demi Vollering \| SD Worx \| + 0" \| \| \| 10è \| Marlen Reusser \| SD Worx \| + 0" \| \| |                   |                                 |            |
| |                   |                                 |            |
| |                   |                                 |            |
| Classificació de l'etapa |                   |                                 |            |
| Ciclista | Ciclista          | Equip                           | Temps      |
| 1r | Marianne Vos      | Team Jumbo-Visma                | 3h 02' 05" |
| 2n | Charlotte Kool    | Team DSM                        | + 0"       |
| 3r | Chloé Dygert      | Canyon-SRAM Racing              | + 0"       |
| 4t | Clara Copponi     | FDJ-Suez                        | + 0"       |
| 5è | Emma Norsgaard    | Movistar Team                   | + 0"       |
| 6è | Tamara Balabolina | Israel-Premier Tech Roland      | + 0"       |
| 7è | Liane Lippert     | Movistar Team                   | + 0"       |
| 8è | Alba Teruel Ribes | Laboral Kutxa-Fundación Euskadi | + 0"       |
| 9è | Demi Vollering    | SD Worx                         | + 0"       |
| 10è | Marlen Reusser    | SD Worx                         | + 0"       |

| \| Classificació general \| Classificació general \| Classificació general \| Classificació general \| Classificació general \| \| Ciclista \| Ciclista \| Equip \| Temps \| \| \| --------------------- \| --------------------- \| --------------------- \| --------------------- \| --------------------- \| \| 1r \| Marianne Vos \| Team Jumbo-Visma \| 6h 26' 46" \| \| \| 2n \| Chloé Dygert \| Canyon-SRAM Racing \| + 13" \| \| \| 3r \| Riejanne Markus \| Team Jumbo-Visma \| + 14" \| \| \| 4t \| Anna Henderson \| Team Jumbo-Visma \| + 22" \| \| \| 5è \| Amber Kraak \| Team Jumbo-Visma \| + 22" \| \| \| 6è \| Elise Chabbey \| Canyon-SRAM Racing \| + 23" \| \| \| 7è \| Katarzyna Niewiadoma \| Canyon-SRAM Racing \| + 23" \| \| \| 8è \| Liane Lippert \| Movistar Team \| + 32" \| \| \| 9è \| Emma Norsgaard \| Movistar Team \| + 34" \| \| \| 10è \| Annemiek van Vleuten \| Movistar Team \| + 34" \| \| |                      |                    |            |
| |                      |                    |            |
| |                      |                    |            |
| Classificació general |                      |                    |            |
| Ciclista | Ciclista             | Equip              | Temps      |
| 1r | Marianne Vos         | Team Jumbo-Visma   | 6h 26' 46" |
| 2n | Chloé Dygert         | Canyon-SRAM Racing | + 13"      |
| 3r | Riejanne Markus      | Team Jumbo-Visma   | + 14"      |
| 4t | Anna Henderson       | Team Jumbo-Visma   | + 22"      |
| 5è | Amber Kraak          | Team Jumbo-Visma   | + 22"      |
| 6è | Elise Chabbey        | Canyon-SRAM Racing | + 23"      |
| 7è | Katarzyna Niewiadoma | Canyon-SRAM Racing | + 23"      |
| 8è | Liane Lippert        | Movistar Team      | + 32"      |
| 9è | Emma Norsgaard       | Movistar Team      | + 34"      |
| 10è | Annemiek van Vleuten | Movistar Team      | + 34"      |

### 4a etapa
Conca - Guadalajara (133,1 km)
La segona meitat de l'etapa és força muntanyosa, inicialment amb diversos ports no catalogats. Seguidament, les ciclistes van disputar l'esprint intermedi (km 106) i després van pujar l'Alto de Horche (4 km a 4,9%), catalogat de tercera categoria. Després del cim, el traçat era pla fins l'arribada a Guadalajara.

L'escapada del dia estava integrada per Anna Kiesenhofer, Maryna Varenyk, Ana Vitória Magalhães i la catalana del Massi-Tactic, Patricia Ortega. El pilot les atrapa abans de l'sprint intermedi i no és fins al pas per l'única dificultat orogràfica del dia, l'Alto de Horche, que un grup d'una vintena de ciclistes s'escapa, amb totes les favorites excepte Marta Cavalli, qui ja havia patit dificultats la vigília. Marianne Vos torna a guanyar l'sprint final, consolidant així el lideratge de la classificació general i de la classificació per punts.
| \| Classificació de l'etapa \| Classificació de l'etapa \| Classificació de l'etapa \| Classificació de l'etapa \| Classificació de l'etapa \| \| Ciclista \| Ciclista \| Equip \| Temps \| \| \| ------------------------ \| ------------------------ \| -------------------------- \| ------------------------ \| ------------------------ \| \| 1r \| Marianne Vos \| Team Jumbo-Visma \| 3h 26' 24" \| \| \| 2n \| Emma Norsgaard \| Movistar Team \| + 0" \| \| \| 3r \| Marlen Reusser \| SD Worx \| + 0" \| \| \| 4t \| Blanka Vas \| SD Worx \| + 0" \| \| \| 5è \| Annemiek van Vleuten \| Movistar Team \| + 0" \| \| \| 6è \| Lizzie Deignan \| Trek-Segafredo \| + 0" \| \| \| 7è \| Elise Chabbey \| Canyon-SRAM Racing \| + 0" \| \| \| 8è \| Silvia Persico \| UAE Team ADQ \| + 0" \| \| \| 9è \| Chloé Dygert \| Canyon-SRAM Racing \| + 0" \| \| \| 10è \| Tamara Balabolina \| Israel-Premier Tech Roland \| + 0" \| \| |                      |                            |            |
| |                      |                            |            |
| |                      |                            |            |
| Classificació de l'etapa |                      |                            |            |
| Ciclista | Ciclista             | Equip                      | Temps      |
| 1r | Marianne Vos         | Team Jumbo-Visma           | 3h 26' 24" |
| 2n | Emma Norsgaard       | Movistar Team              | + 0"       |
| 3r | Marlen Reusser       | SD Worx                    | + 0"       |
| 4t | Blanka Vas           | SD Worx                    | + 0"       |
| 5è | Annemiek van Vleuten | Movistar Team              | + 0"       |
| 6è | Lizzie Deignan       | Trek-Segafredo             | + 0"       |
| 7è | Elise Chabbey        | Canyon-SRAM Racing         | + 0"       |
| 8è | Silvia Persico       | UAE Team ADQ               | + 0"       |
| 9è | Chloé Dygert         | Canyon-SRAM Racing         | + 0"       |
| 10è | Tamara Balabolina    | Israel-Premier Tech Roland | + 0"       |

| \| Classificació general \| Classificació general \| Classificació general \| Classificació general \| Classificació general \| \| Ciclista \| Ciclista \| Equip \| Temps \| \| \| --------------------- \| --------------------- \| --------------------- \| --------------------- \| --------------------- \| \| 1r \| Marianne Vos \| Team Jumbo-Visma \| 9h 52' 58" \| \| \| 2n \| Chloé Dygert \| Canyon-SRAM Racing \| + 25" \| \| \| 3r \| Riejanne Markus \| Team Jumbo-Visma \| + 26" \| \| \| 4t \| Amber Kraak \| Team Jumbo-Visma \| + 34" \| \| \| 5è \| Elise Chabbey \| Canyon-SRAM Racing \| + 35" \| \| \| 6è \| Katarzyna Niewiadoma \| Canyon-SRAM Racing \| + 35" \| \| \| 7è \| Emma Norsgaard \| Movistar Team \| + 40" \| \| \| 8è \| Marlen Reusser \| SD Worx \| + 44" \| \| \| 9è \| Liane Lippert \| Movistar Team \| + 44" \| \| \| 10è \| Annemiek van Vleuten \| Movistar Team \| + 46" \| \| |                      |                    |            |
| |                      |                    |            |
| |                      |                    |            |
| Classificació general |                      |                    |            |
| Ciclista | Ciclista             | Equip              | Temps      |
| 1r | Marianne Vos         | Team Jumbo-Visma   | 9h 52' 58" |
| 2n | Chloé Dygert         | Canyon-SRAM Racing | + 25"      |
| 3r | Riejanne Markus      | Team Jumbo-Visma   | + 26"      |
| 4t | Amber Kraak          | Team Jumbo-Visma   | + 34"      |
| 5è | Elise Chabbey        | Canyon-SRAM Racing | + 35"      |
| 6è | Katarzyna Niewiadoma | Canyon-SRAM Racing | + 35"      |
| 7è | Emma Norsgaard       | Movistar Team      | + 40"      |
| 8è | Marlen Reusser       | SD Worx            | + 44"      |
| 9è | Liane Lippert        | Movistar Team      | + 44"      |
| 10è | Annemiek van Vleuten | Movistar Team      | + 46"      |

### 5a etapa
La Cabrera - Riaza (129,5 km)
El pilot va haver de superar dos ports i l'etapa es considerava de muntanya. La primera dificultat orogràfica fou el Port de Navafría (11,5 km a 5,8%), de primera categoria, i la segona, la pujada al Mirador de Peñas Llanas (5 km a 6,8%), de segona categoria i al cim de la qual hi hagué l'arribada.

L'FDJ-Suez tira amb força durant la pujada a Navafría, fins al punt que el pilot queda reduït a una vintena de ciclistes, ja sense la líder de la cursa, Marianne Vos, i altres ciclistes destacades com Liane Lippert, Elizabeth Deignan, Katarzyna Niewiadoma o Silvia Persico. Durant l'ascens al Mirador de Peñas Llanas, Demi Vollering va imprimir un ritme constant i va eliminar les seves contrincants, aconseguint la victòria d'etapa i el lideratge a la classificació general.
| \| Classificació de l'etapa \| Classificació de l'etapa \| Classificació de l'etapa \| Classificació de l'etapa \| Classificació de l'etapa \| \| Ciclista \| Ciclista \| Equip \| Temps \| \| \| ------------------------ \| ---------------------------------- \| ------------------------ \| ------------------------ \| ------------------------ \| \| 1r \| Demi Vollering \| SD Worx \| 3h 33' 25" \| \| \| 2n \| Annemiek van Vleuten \| Movistar Team \| + 3" \| \| \| 3r \| Ricarda Bauernfeind \| Canyon-SRAM Racing \| + 9" \| \| \| 4t \| Évita Muzic \| FDJ-Suez \| + 13" \| \| \| 5è \| Gaia Realini \| Trek-Segafredo \| + 27" \| \| \| 6è \| Elise Chabbey \| Canyon-SRAM Racing \| + 30" \| \| \| 7è \| Riejanne Markus \| Team Jumbo-Visma \| + 30" \| \| \| 8è \| Juliette Labous \| Team DSM \| + 30" \| \| \| 9è \| Olivia Baril \| UAE Team ADQ \| + 32" \| \| \| 10è \| Margarita Victoria García Cañellas \| Liv Racing TeqFind \| + 50" \| \| |                                    |                    |            |
| |                                    |                    |            |
| |                                    |                    |            |
| Classificació de l'etapa |                                    |                    |            |
| Ciclista | Ciclista                           | Equip              | Temps      |
| 1r | Demi Vollering                     | SD Worx            | 3h 33' 25" |
| 2n | Annemiek van Vleuten               | Movistar Team      | + 3"       |
| 3r | Ricarda Bauernfeind                | Canyon-SRAM Racing | + 9"       |
| 4t | Évita Muzic                        | FDJ-Suez           | + 13"      |
| 5è | Gaia Realini                       | Trek-Segafredo     | + 27"      |
| 6è | Elise Chabbey                      | Canyon-SRAM Racing | + 30"      |
| 7è | Riejanne Markus                    | Team Jumbo-Visma   | + 30"      |
| 8è | Juliette Labous                    | Team DSM           | + 30"      |
| 9è | Olivia Baril                       | UAE Team ADQ       | + 32"      |
| 10è | Margarita Victoria García Cañellas | Liv Racing TeqFind | + 50"      |

| \| Classificació general \| Classificació general \| Classificació general \| Classificació general \| Classificació general \| \| Ciclista \| Ciclista \| Equip \| Temps \| \| \| --------------------- \| ---------------------------------- \| --------------------- \| --------------------- \| --------------------- \| \| 1r \| Demi Vollering \| SD Worx \| 13h 27' 01" \| \| \| 2n \| Annemiek van Vleuten \| Movistar Team \| + 5" \| \| \| 3r \| Riejanne Markus \| Team Jumbo-Visma \| + 12" \| \| \| 4t \| Elise Chabbey \| Canyon-SRAM Racing \| + 27" \| \| \| 5è \| Juliette Labous \| Team DSM \| + 51" \| \| \| 6è \| Marlen Reusser \| SD Worx \| + 1' 00" \| \| \| 7è \| Olivia Baril \| UAE Team ADQ \| + 1' 09" \| \| \| 8è \| Katarzyna Niewiadoma \| Canyon-SRAM Racing \| + 1' 27" \| \| \| 9è \| Margarita Victoria García Cañellas \| Liv Racing TeqFind \| + 1' 28" \| \| \| 10è \| Erica Magnaldi \| UAE Team ADQ \| + 1' 28" \| \| |                                    |                    |             |
| |                                    |                    |             |
| |                                    |                    |             |
| Classificació general |                                    |                    |             |
| Ciclista | Ciclista                           | Equip              | Temps       |
| 1r | Demi Vollering                     | SD Worx            | 13h 27' 01" |
| 2n | Annemiek van Vleuten               | Movistar Team      | + 5"        |
| 3r | Riejanne Markus                    | Team Jumbo-Visma   | + 12"       |
| 4t | Elise Chabbey                      | Canyon-SRAM Racing | + 27"       |
| 5è | Juliette Labous                    | Team DSM           | + 51"       |
| 6è | Marlen Reusser                     | SD Worx            | + 1' 00"    |
| 7è | Olivia Baril                       | UAE Team ADQ       | + 1' 09"    |
| 8è | Katarzyna Niewiadoma               | Canyon-SRAM Racing | + 1' 27"    |
| 9è | Margarita Victoria García Cañellas | Liv Racing TeqFind | + 1' 28"    |
| 10è | Erica Magnaldi                     | UAE Team ADQ       | + 1' 28"    |

### 6a etapa
Castro-Urdiales - Laredo (106,1 km)
Després de dos ports no puntuables en els primers 20 quilòmetres, l'etapa era plana fins a mig camí. A continuació, hi havia dues ascensions de 2a categoria: l'alt de Fuente de la Varas (6,4 km a 5,4%), el cim del qual es troba al km 64, i la pujada en dues parts (amb una curta baixada al mig) del port de Campo el Hayal (8,2 km a 4,6 km%), el cim del qual es troba al km 84,2. L'arribada a Laredo era plana.

Mentre que la líder de la classificació general, Demi Vollering, i les seves companyes s'havien aturat per orinar a uns 70 quilòmetres de l'arribada, el Movistar d'Annemiek van Vleuten va atacar i va crear un tall al pilot que les corredores de l'SD Worx ja no poden recuperar. Mentre Demi Vollering es troba a un minut i mig del grup capdavanter, van Vleuten torna a atacar a falta de 30 quilòmetres quan comença l'ascens al Puerto de Campo el Hayal i només la pot seguir Gaia Realini. Tot i que Vollering va anar agafant a poc a poc les ciclistes que tenia davant seu, Realini i van Vleuten aconsegueixen arribar plegades a la meta, essent l'italiana la vencedora de l'etapa, mentre que l'holandesa es va posar al capdavant de la classificació general.
| \| Classificació de l'etapa \| Classificació de l'etapa \| Classificació de l'etapa \| Classificació de l'etapa \| Classificació de l'etapa \| \| Ciclista \| Ciclista \| Equip \| Temps \| \| \| ------------------------ \| ---------------------------------- \| ------------------------ \| ------------------------ \| ------------------------ \| \| 1r \| Gaia Realini \| Trek-Segafredo \| 2h 49' 23" \| \| \| 2n \| Annemiek van Vleuten \| Movistar Team \| + 0" \| \| \| 3r \| Loes Adegeest \| FDJ-Suez \| + 1' 04" \| \| \| 4t \| Silvia Persico \| UAE Team ADQ \| + 1' 04" \| \| \| 5è \| Demi Vollering \| SD Worx \| + 1' 04" \| \| \| 6è \| Margarita Victoria García Cañellas \| Liv Racing TeqFind \| + 1' 04" \| \| \| 7è \| Évita Muzic \| FDJ-Suez \| + 1' 04" \| \| \| 8è \| Katarzyna Niewiadoma \| Canyon-SRAM Racing \| + 1' 04" \| \| \| 9è \| Riejanne Markus \| Team Jumbo-Visma \| + 1' 04" \| \| \| 10è \| Ane Santesteban González \| Team Jayco AlUla \| + 1' 04" \| \| |                                    |                    |            |
| |                                    |                    |            |
| |                                    |                    |            |
| Classificació de l'etapa |                                    |                    |            |
| Ciclista | Ciclista                           | Equip              | Temps      |
| 1r | Gaia Realini                       | Trek-Segafredo     | 2h 49' 23" |
| 2n | Annemiek van Vleuten               | Movistar Team      | + 0"       |
| 3r | Loes Adegeest                      | FDJ-Suez           | + 1' 04"   |
| 4t | Silvia Persico                     | UAE Team ADQ       | + 1' 04"   |
| 5è | Demi Vollering                     | SD Worx            | + 1' 04"   |
| 6è | Margarita Victoria García Cañellas | Liv Racing TeqFind | + 1' 04"   |
| 7è | Évita Muzic                        | FDJ-Suez           | + 1' 04"   |
| 8è | Katarzyna Niewiadoma               | Canyon-SRAM Racing | + 1' 04"   |
| 9è | Riejanne Markus                    | Team Jumbo-Visma   | + 1' 04"   |
| 10è | Ane Santesteban González           | Team Jayco AlUla   | + 1' 04"   |

| \| Classificació general \| Classificació general \| Classificació general \| Classificació general \| Classificació general \| \| Ciclista \| Ciclista \| Equip \| Temps \| \| \| --------------------- \| ---------------------------------- \| --------------------- \| --------------------- \| --------------------- \| \| 1r \| Annemiek van Vleuten \| Movistar Team \| 16h 16' 17" \| \| \| 2n \| Demi Vollering \| SD Worx \| + 1' 11" \| \| \| 3r \| Riejanne Markus \| Team Jumbo-Visma \| + 1' 23" \| \| \| 4t \| Juliette Labous \| Team DSM \| + 1' 58" \| \| \| 5è \| Marlen Reusser \| SD Worx \| + 2' 11" \| \| \| 6è \| Olivia Baril \| UAE Team ADQ \| + 2' 18" \| \| \| 7è \| Katarzyna Niewiadoma \| Canyon-SRAM Racing \| + 2' 38" \| \| \| 8è \| Margarita Victoria García Cañellas \| Liv Racing TeqFind \| + 2' 39" \| \| \| 9è \| Erica Magnaldi \| UAE Team ADQ \| + 2' 39" \| \| \| 10è \| Ricarda Bauernfeind \| Canyon-SRAM Racing \| + 2' 45" \| \| |                                    |                    |             |
| |                                    |                    |             |
| |                                    |                    |             |
| Classificació general |                                    |                    |             |
| Ciclista | Ciclista                           | Equip              | Temps       |
| 1r | Annemiek van Vleuten               | Movistar Team      | 16h 16' 17" |
| 2n | Demi Vollering                     | SD Worx            | + 1' 11"    |
| 3r | Riejanne Markus                    | Team Jumbo-Visma   | + 1' 23"    |
| 4t | Juliette Labous                    | Team DSM           | + 1' 58"    |
| 5è | Marlen Reusser                     | SD Worx            | + 2' 11"    |
| 6è | Olivia Baril                       | UAE Team ADQ       | + 2' 18"    |
| 7è | Katarzyna Niewiadoma               | Canyon-SRAM Racing | + 2' 38"    |
| 8è | Margarita Victoria García Cañellas | Liv Racing TeqFind | + 2' 39"    |
| 9è | Erica Magnaldi                     | UAE Team ADQ       | + 2' 39"    |
| 10è | Ricarda Bauernfeind                | Canyon-SRAM Racing | + 2' 45"    |

### 7a etapa
La Pola Siero - Llacs de Covadonga (93,7 km)
L'etapa final presentava un port de segona categoria al quilòmetre 48,5, el Collado Moandi (12,5 km a 4,6%) i l'ascens als Llacs de Covadonga (12,5 km a 6,9 km%), on acabava la Vuelta.

Durant els primers quilòmetres de la pujada final, Demi Vollering fa dos atacs successius, reduint el grup capdavanter a vuit i després quatre ciclistes: Vollering, Gaia Realini, Évita Muzic i Annemiek van Vleuten. A 5km del cim, Gaia Realini ataca i només Vollering la pot seguir. La neerlandesa s'imposa a l'italiana a l'arribada; però Van Vleuten aconsegueix mantenir el liderat i guanyar la Vuelta.
| \| Classificació de l'etapa \| Classificació de l'etapa \| Classificació de l'etapa \| Classificació de l'etapa \| Classificació de l'etapa \| \| Ciclista \| Ciclista \| Equip \| Temps \| \| \| ------------------------ \| ------------------------ \| ------------------------ \| ------------------------ \| ------------------------ \| \| 1r \| Demi Vollering \| SD Worx \| 2h 43' 02" \| \| \| 2n \| Gaia Realini \| Trek-Segafredo \| + 11" \| \| \| 3r \| Annemiek van Vleuten \| Movistar Team \| + 56" \| \| \| 4t \| Évita Muzic \| FDJ-Suez \| + 1' 59" \| \| \| 5è \| Ricarda Bauernfeind \| Canyon-SRAM Racing \| + 2' 00" \| \| \| 6è \| Erica Magnaldi \| UAE Team ADQ \| + 2' 59" \| \| \| 7è \| Riejanne Markus \| Team Jumbo-Visma \| + 3' 05" \| \| \| 8è \| Alena Ivanchenko \| UAE Team ADQ \| + 3' 12" \| \| \| 9è \| Juliette Labous \| Team DSM \| + 3' 21" \| \| \| 10è \| Marta Cavalli \| FDJ-Suez \| + 3' 40" \| \| |                      |                    |            |
| |                      |                    |            |
| |                      |                    |            |
| Classificació de l'etapa |                      |                    |            |
| Ciclista | Ciclista             | Equip              | Temps      |
| 1r | Demi Vollering       | SD Worx            | 2h 43' 02" |
| 2n | Gaia Realini         | Trek-Segafredo     | + 11"      |
| 3r | Annemiek van Vleuten | Movistar Team      | + 56"      |
| 4t | Évita Muzic          | FDJ-Suez           | + 1' 59"   |
| 5è | Ricarda Bauernfeind  | Canyon-SRAM Racing | + 2' 00"   |
| 6è | Erica Magnaldi       | UAE Team ADQ       | + 2' 59"   |
| 7è | Riejanne Markus      | Team Jumbo-Visma   | + 3' 05"   |
| 8è | Alena Ivanchenko     | UAE Team ADQ       | + 3' 12"   |
| 9è | Juliette Labous      | Team DSM           | + 3' 21"   |
| 10è | Marta Cavalli        | FDJ-Suez           | + 3' 40"   |

## Classificacions finals

### Classificació general final
| \| Classificació general \| Classificació general \| Classificació general \| Classificació general \| Classificació general \| \| Ciclista \| Ciclista \| Equip \| Temps \| \| \| --------------------- \| ---------------------------------- \| --------------------- \| --------------------- \| --------------------- \| \| 1r \| Annemiek van Vleuten \| Movistar Team \| 19h 00' 11" \| \| \| 2n \| Demi Vollering \| SD Worx \| + 9" \| \| \| 3r \| Gaia Realini \| Trek-Segafredo \| + 2' 41" \| \| \| 4t \| Riejanne Markus \| Team Jumbo-Visma \| + 3' 36" \| \| \| 5è \| Ricarda Bauernfeind \| Canyon-SRAM Racing \| + 3' 53" \| \| \| 6è \| Évita Muzic \| FDJ-Suez \| + 4' 24" \| \| \| 7è \| Juliette Labous \| Team DSM \| + 4' 27" \| \| \| 8è \| Erica Magnaldi \| UAE Team ADQ \| + 4' 46" \| \| \| 9è \| Margarita Victoria García Cañellas \| Liv Racing TeqFind \| + 6' 31" \| \| \| 10è \| Katarzyna Niewiadoma \| Canyon-SRAM Racing \| + 7' 22" \| \| |                                    |                    |             |
| |                                    |                    |             |
| Font: ProCyclingStats |                                    |                    |             |
| Classificació general |                                    |                    |             |
| Ciclista | Ciclista                           | Equip              | Temps       |
| 1r | Annemiek van Vleuten               | Movistar Team      | 19h 00' 11" |
| 2n | Demi Vollering                     | SD Worx            | + 9"        |
| 3r | Gaia Realini                       | Trek-Segafredo     | + 2' 41"    |
| 4t | Riejanne Markus                    | Team Jumbo-Visma   | + 3' 36"    |
| 5è | Ricarda Bauernfeind                | Canyon-SRAM Racing | + 3' 53"    |
| 6è | Évita Muzic                        | FDJ-Suez           | + 4' 24"    |
| 7è | Juliette Labous                    | Team DSM           | + 4' 27"    |
| 8è | Erica Magnaldi                     | UAE Team ADQ       | + 4' 46"    |
| 9è | Margarita Victoria García Cañellas | Liv Racing TeqFind | + 6' 31"    |
| 10è | Katarzyna Niewiadoma               | Canyon-SRAM Racing | + 7' 22"    |

### Classificacions addicionals
| Classificació per punts | Classificació per punts | Classificació per punts | Classificació per punts | Classificació per punts |
| Ciclista                | Ciclista                | Equip                   | Punts                   |                         |
| ----------------------- | ----------------------- | ----------------------- | ----------------------- | ----------------------- |
| 1r                      | Marianne Vos            | Team Jumbo-Visma        | 197 pts                 |                         |
| 2n                      | Demi Vollering          | SD Worx                 | 142 pts                 |                         |
| 3r                      | Annemiek van Vleuten    | Movistar Team           | 138 pts                 |                         |
| 4t                      | Gaia Realini            | Trek-Segafredo          | 121 pts                 |                         |
| 5è                      | Riejanne Markus         | Team Jumbo-Visma        | 101 pts                 |                         |
| 6è                      | Marlen Reusser          | SD Worx                 | 65 pts                  |                         |
| 7è                      | Évita Muzic             | FDJ-Suez                | 58 pts                  |                         |
| 8è                      | Emma Norsgaard          | Movistar Team           | 58 pts                  |                         |
| 9è                      | Katarzyna Niewiadoma    | Canyon-SRAM Racing      | 39 pts                  |                         |
| 10è                     | Juliette Labous         | Team DSM                | 38 pts                  |                         |

| Classificació per punts | Classificació per punts | Classificació per punts | Classificació per punts | Classificació per punts |
| Ciclista                | Ciclista                | Equip                   | Punts                   |                         |
| ----------------------- | ----------------------- | ----------------------- | ----------------------- | ----------------------- |
| 1r                      | Marianne Vos            | Team Jumbo-Visma        | 197 pts                 |                         |
| 2n                      | Demi Vollering          | SD Worx                 | 142 pts                 |                         |
| 3r                      | Annemiek van Vleuten    | Movistar Team           | 138 pts                 |                         |
| 4t                      | Gaia Realini            | Trek-Segafredo          | 121 pts                 |                         |
| 5è                      | Riejanne Markus         | Team Jumbo-Visma        | 101 pts                 |                         |
| 6è                      | Marlen Reusser          | SD Worx                 | 65 pts                  |                         |
| 7è                      | Évita Muzic             | FDJ-Suez                | 58 pts                  |                         |
| 8è                      | Emma Norsgaard          | Movistar Team           | 58 pts                  |                         |
| 9è                      | Katarzyna Niewiadoma    | Canyon-SRAM Racing      | 39 pts                  |                         |
| 10è                     | Juliette Labous         | Team DSM                | 38 pts                  |                         |

| Classificació de la muntanya | Classificació de la muntanya | Classificació de la muntanya | Classificació de la muntanya | Classificació de la muntanya |
| Ciclista                     | Ciclista                     | Equip                        | Punts                        |                              |
| ---------------------------- | ---------------------------- | ---------------------------- | ---------------------------- | ---------------------------- |
| 1r                           | Gaia Realini                 | Trek-Segafredo               | 43 pts                       |                              |
| 2n                           | Demi Vollering               | SD Worx                      | 41 pts                       |                              |
| 3r                           | Annemiek van Vleuten         | Movistar Team                | 38 pts                       |                              |
| 4t                           | Évita Muzic                  | FDJ-Suez                     | 22 pts                       |                              |
| 5è                           | Elise Chabbey                | Canyon-SRAM Racing           | 18 pts                       |                              |
| 6è                           | Amanda Spratt                | Trek-Segafredo               | 13 pts                       |                              |
| 7è                           | Ricarda Bauernfeind          | Canyon-SRAM Racing           | 12 pts                       |                              |
| 8è                           | Erica Magnaldi               | UAE Team ADQ                 | 12 pts                       |                              |
| 9è                           | Marta Cavalli                | FDJ-Suez                     | 10 pts                       |                              |
| 10è                          | Marlen Reusser               | SD Worx                      | 8 pts                        |                              |

| Classificació de la muntanya | Classificació de la muntanya | Classificació de la muntanya | Classificació de la muntanya | Classificació de la muntanya |
| Ciclista                     | Ciclista                     | Equip                        | Punts                        |                              |
| ---------------------------- | ---------------------------- | ---------------------------- | ---------------------------- | ---------------------------- |
| 1r                           | Gaia Realini                 | Trek-Segafredo               | 43 pts                       |                              |
| 2n                           | Demi Vollering               | SD Worx                      | 41 pts                       |                              |
| 3r                           | Annemiek van Vleuten         | Movistar Team                | 38 pts                       |                              |
| 4t                           | Évita Muzic                  | FDJ-Suez                     | 22 pts                       |                              |
| 5è                           | Elise Chabbey                | Canyon-SRAM Racing           | 18 pts                       |                              |
| 6è                           | Amanda Spratt                | Trek-Segafredo               | 13 pts                       |                              |
| 7è                           | Ricarda Bauernfeind          | Canyon-SRAM Racing           | 12 pts                       |                              |
| 8è                           | Erica Magnaldi               | UAE Team ADQ                 | 12 pts                       |                              |
| 9è                           | Marta Cavalli                | FDJ-Suez                     | 10 pts                       |                              |
| 10è                          | Marlen Reusser               | SD Worx                      | 8 pts                        |                              |

| Classificació per equips | Classificació per equips   | Classificació per equips | Classificació per equips |
| Equip                    | Equip                      | Temps                    |                          |
| ------------------------ | -------------------------- | ------------------------ | ------------------------ |
| 1r                       | UAE Team ADQ               | 56h 39' 07"              |                          |
| 2n                       | FDJ-Suez                   | + 6' 00"                 |                          |
| 3r                       | Canyon-SRAM Racing         | + 7' 14"                 |                          |
| 4t                       | SD Worx                    | + 18' 05"                |                          |
| 5è                       | Movistar Team              | + 24' 58"                |                          |
| 6è                       | Team Jumbo-Visma           | + 30' 10"                |                          |
| 7è                       | Team DSM                   | + 31' 45"                |                          |
| 8è                       | Trek-Segafredo             | + 37' 01"                |                          |
| 9è                       | Team Jayco AlUla           | + 52' 53"                |                          |
| 10è                      | Israel-Premier Tech Roland | + 57' 15"                |                          |

| Classificació per equips | Classificació per equips   | Classificació per equips | Classificació per equips |
| Equip                    | Equip                      | Temps                    |                          |
| ------------------------ | -------------------------- | ------------------------ | ------------------------ |
| 1r                       | UAE Team ADQ               | 56h 39' 07"              |                          |
| 2n                       | FDJ-Suez                   | + 6' 00"                 |                          |
| 3r                       | Canyon-SRAM Racing         | + 7' 14"                 |                          |
| 4t                       | SD Worx                    | + 18' 05"                |                          |
| 5è                       | Movistar Team              | + 24' 58"                |                          |
| 6è                       | Team Jumbo-Visma           | + 30' 10"                |                          |
| 7è                       | Team DSM                   | + 31' 45"                |                          |
| 8è                       | Trek-Segafredo             | + 37' 01"                |                          |
| 9è                       | Team Jayco AlUla           | + 52' 53"                |                          |
| 10è                      | Israel-Premier Tech Roland | + 57' 15"                |                          |

## Llista de participants
| Movistar Team MOV | Movistar Team MOV                 | Movistar Team MOV |
| ----------------- | --------------------------------- | ----------------- |
| Núm               | Ciclista                          | Pos               |
| 1                 | Aude Biannic (FRA)                | 84è               |
| 2                 | Emma Norsgaard (DEN)              | 73è               |
| 3                 | Liane Lippert (GER) (ruta)        | 21è               |
| 4                 | Floortje Mackaij (NED)            | 62è               |
| 5                 | Lourdes Oyarbide Jiménez (ESP)    | 102è              |
| 6                 | Paula Patiño (COL)                | 34è               |
| 7                 | Annemiek van Vleuten (NED) (ruta) | 1r                |

| SD Worx SDW | SD Worx SDW              | SD Worx SDW |
| ----------- | ------------------------ | ----------- |
| Núm         | Ciclista                 | Pos         |
| 11          | Niamh Fisher-Black (NZL) | 20è         |
| 12          | Femke Markus (NED)       | 91è         |
| 13          | Marlen Reusser (SUI)     | 23è         |
| 14          | Marie Schreiber (LUX)    | 94è         |
| 15          | Elena Cecchini (ITA)     | 78è         |
| 16          | Blanka Vas (HUN) (ruta)  | 75è         |
| 17          | Demi Vollering (NED)     | 2n          |

| Trek-Segafredo TFS | Trek-Segafredo TFS      | Trek-Segafredo TFS |
| ------------------ | ----------------------- | ------------------ |
| Núm                | Ciclista                | Pos                |
| 21                 | Elynor Bäckstedt (GBR)  | 115è               |
| 22                 | Lisa Klein (GER)        | 106è               |
| 23                 | Lizzie Deignan (GBR)    | 47è                |
| 24                 | Ilaria Sanguineti (ITA) | 118è               |
| 25                 | Gaia Realini (ITA)      | 3r                 |
| 26                 | Amanda Spratt (AUS)     | 11è                |
| 27                 | Tayler Wiles (USA)      | 104è               |

| Canyon-SRAM Racing CSR | Canyon-SRAM Racing CSR         | Canyon-SRAM Racing CSR |
| ---------------------- | ------------------------------ | ---------------------- |
| Núm                    | Ciclista                       | Pos                    |
| 31                     | Ricarda Bauernfeind (GER)      | 5è                     |
| 32                     | Elise Chabbey (SUI)            | 24è                    |
| 33                     | Chloé Dygert (USA)             | NP-6                   |
| 34                     | Katarzyna Niewiadoma (POL)     | 10è                    |
| 35                     | Pauliena Rooijakkers (NED)     | 51è                    |
| 36                     | Agnieszka Skalniak-Sójka (POL) | 55è                    |
| 37                     | Alice Towers (GBR) (ruta)      | 35è                    |

| FDJ-Suez FST | FDJ-Suez FST          | FDJ-Suez FST |
| ------------ | --------------------- | ------------ |
| Núm          | Ciclista              | Pos          |
| 41           | Loes Adegeest (NED)   | 14è          |
| 42           | Marta Cavalli (ITA)   | 13è          |
| 43           | Clara Copponi (FRA)   | 88è          |
| 44           | Marie Le Net (FRA)    | 71è          |
| 45           | Évita Muzic (FRA)     | 6è           |
| 46           | Gladys Verhulst (FRA) | 69è          |
| 47           | Jade Wiel (FRA)       | 32è          |

| UAE Team ADQ UAD | UAE Team ADQ UAD           | UAE Team ADQ UAD |
| ---------------- | -------------------------- | ---------------- |
| Núm              | Ciclista                   | Pos              |
| 51               | Karolina Kumięga (POL)     | 100è             |
| 52               | Olivia Baril (CAN)         | 19è              |
| 53               | Eugenia Bujak (SLO) (ruta) | 76è              |
| 54               | Mikayla Harvey (NZL)       | 48è              |
| 55               | Alena Ivanchenko (RUS)     | 25è              |
| 56               | Erica Magnaldi (ITA)       | 8è               |
| 57               | Silvia Persico (ITA)       | 12è              |

| Team DSM DSM | Team DSM DSM           | Team DSM DSM |
| ------------ | ---------------------- | ------------ |
| Núm          | Ciclista               | Pos          |
| 61           | Francesca Barale (ITA) | 41è          |
| 62           | Léa Curinier (FRA)     | 45è          |
| 63           | Charlotte Kool (NED)   | DNF-4        |
| 64           | Juliette Labous (FRA)  | 7è           |
| 65           | Esmée Peperkamp (NED)  | 16è          |
| 66           | Maeve Plouffe (AUS)    | 123è         |
| 67           | Elise Uijen (NED)      | 44è          |

| EF Education-TIBCO-SVB TIB | EF Education-TIBCO-SVB TIB | EF Education-TIBCO-SVB TIB |
| -------------------------- | -------------------------- | -------------------------- |
| Núm                        | Ciclista                   | Pos                        |
| 71                         | Femke Beuling (NED)        | 127è                       |
| 73                         | Veronica Ewers (USA)       | 17è                        |
| 74                         | Kathrin Hammes (GER)       | 52è                        |
| 75                         | Sara Poidevin (CAN)        | 103è                       |
| 76                         | Magdeleine Vallieres (CAN) | 60è                        |
| 77                         | Georgia Williams (NZL)     | 39è                        |

| Team Jumbo-Visma TJV | Team Jumbo-Visma TJV         | Team Jumbo-Visma TJV |
| -------------------- | ---------------------------- | -------------------- |
| Núm                  | Ciclista                     | Pos                  |
| 81                   | Anna Henderson (GBR)         | 27è                  |
| 82                   | Amber Kraak (NED)            | 22è                  |
| 83                   | Coryn Labecki (USA)          | 112è                 |
| 84                   | Riejanne Markus (NED) (ruta) | 4t                   |
| 85                   | Noemi Rüegg (SUI)            | 68è                  |
| 86                   | Eva van Agt (NED)            | 42è                  |
| 87                   | Marianne Vos (NED)           | 26è                  |

| Team Jayco AlUla BEX | Team Jayco AlUla BEX           | Team Jayco AlUla BEX |
| -------------------- | ------------------------------ | -------------------- |
| Núm                  | Ciclista                       | Pos                  |
| 91                   | Kristen Faulkner (USA)         | 28è                  |
| 92                   | Teniel Campbell (TTO) (ruta)   | 107è                 |
| 93                   | Georgie Howe (AUS)             | 101è                 |
| 94                   | Nina Kessler (NED)             | NP-5                 |
| 95                   | Amber Pate (AUS)               | 49è                  |
| 96                   | Ane Santesteban González (ESP) | 18è                  |
| 97                   | Urška Žigart (SLO)             | 40è                  |

| Liv Racing TeqFind LIV | Liv Racing TeqFind LIV                          | Liv Racing TeqFind LIV |
| ---------------------- | ----------------------------------------------- | ---------------------- |
| Núm                    | Ciclista                                        | Pos                    |
| 101                    | Caroline Andersson (SWE)                        | 33è                    |
| 102                    | Rachele Barbieri (ITA)                          | NP-4                   |
| 103                    | Margarita Victoria García Cañellas (ESP) (ruta) | 9è                     |
| 104                    | Tereza Neumanová (CZE) (ruta)                   | 90è                    |
| 105                    | Katia Ragusa (ITA)                              | 79è                    |
| 106                    | Silke Smulders (NED)                            | 63è                    |
| 107                    | Quinty Ton (NED)                                | 57è                    |

| St Michel-Mavic-Auber 93 AUB | St Michel-Mavic-Auber 93 AUB | St Michel-Mavic-Auber 93 AUB |
| ---------------------------- | ---------------------------- | ---------------------------- |
| Núm                          | Ciclista                     | Pos                          |
| 111                          | Simone Boilard (CAN)         | 66è                          |
| 112                          | Coralie Demay (FRA)          | 31è                          |
| 113                          | Camille Fahy (FRA)           | DNF-5                        |
| 114                          | Roxane Fournier (FRA)        | NP-5                         |
| 115                          | Dilyxine Miermont (FRA)      | 36è                          |
| 116                          | Olivia Onesti (FRA)          | 95è                          |
| 117                          | Margot Pompanon (FRA)        | 83è                          |

| Israel-Premier Tech Roland CGS | Israel-Premier Tech Roland CGS | Israel-Premier Tech Roland CGS |
| ------------------------------ | ------------------------------ | ------------------------------ |
| Núm                            | Ciclista                       | Pos                            |
| 121                            | Claire Steels (GBR)            | 15è                            |
| 122                            | Tamara Balabolina (RUS)        | 29è                            |
| 123                            | Sofia Collinelli (ITA)         | NP-5                           |
| 124                            | Elizabeth Stannard (AUS)       | 43è                            |
| 125                            | Anna Kiesenhofer (AUT)         | 59è                            |
| 126                            | Elena Pirrone (ITA)            | 93è                            |
| 127                            | Hannah Buch (GER)              | 114è                           |

| Coop-Hitec Products HPU | Coop-Hitec Products HPU       | Coop-Hitec Products HPU |
| ----------------------- | ----------------------------- | ----------------------- |
| Núm                     | Ciclista                      | Pos                     |
| 131                     | Stine Dale (NOR)              | 77è                     |
| 132                     | Georgia Danford (AUS)         | 120è                    |
| 133                     | Sigrid Ytterhus Haugset (NOR) | 53è                     |
| 134                     | Kerry Jonker (RSA)            | DNF-5                   |
| 135                     | Tiril Jørgensen (NOR)         | DNF-5                   |
| 136                     | Mari Hole Mohr (NOR)          | DNF-4                   |
| 137                     | Josie Nelson (GBR)            | NP-7                    |

| Eneicat-CMTeam-Seguros Deportivos EIC | Eneicat-CMTeam-Seguros Deportivos EIC   | Eneicat-CMTeam-Seguros Deportivos EIC |
| ------------------------------------- | --------------------------------------- | ------------------------------------- |
| Núm                                   | Ciclista                                | Pos                                   |
| 141                                   | Andrea Alzate Gómez (COL)               | 54è                                   |
| 142                                   | Isabel Martin (ESP)                     | 108è                                  |
| 143                                   | Laura Ruiz Pérez (ESP)                  | 85è                                   |
| 144                                   | Lucia Ruiz Pérez (ESP)                  | 38è                                   |
| 145                                   | Marina Varenyk (UKR)                    | 109è                                  |
| 146                                   | Carolina Vargas (COL)                   | 37è                                   |
| 147                                   | Aranza Valentina Villalón Sanchez (CHI) | 64è                                   |

| Bizkaia-Durango BDP | Bizkaia-Durango BDP           | Bizkaia-Durango BDP |
| ------------------- | ----------------------------- | ------------------- |
| Núm                 | Ciclista                      | Pos                 |
| 151                 | Daniela Campos (POR) (ruta)   | NP-4                |
| 152                 | Lucía González Blanco (ESP)   | 50è                 |
| 153                 | Ana Vitória Magalhães (BRA)   | 81è                 |
| 154                 | Eukene Larrarte Arteaga (ESP) | 111è                |
| 155                 | Irene Mendez Melgarejo (ESP)  | 61è                 |
| 156                 | Sofia Rodriguez Revert (ESP)  | 117è                |
| 157                 | Catalina Soto (CHI)           | 80è                 |

| Laboral Kutxa-Fundación Euskadi LKF | Laboral Kutxa-Fundación Euskadi LKF | Laboral Kutxa-Fundación Euskadi LKF |
| ----------------------------------- | ----------------------------------- | ----------------------------------- |
| Núm                                 | Ciclista                            | Pos                                 |
| 161                                 | Yurani Blanco Calbet (ESP)          | 56è                                 |
| 162                                 | Idoia Eraso (ESP)                   | 67è                                 |
| 163                                 | Ariana Gilabert (ESP)               | 65è                                 |
| 164                                 | Usoa Ostolaza (ESP)                 | NP-5                                |
| 165                                 | Nadia Quagliotto (ITA)              | 30è                                 |
| 166                                 | Laura Rodríguez Cordero (ESP)       | DNF-6                               |
| 167                                 | Alba Teruel Ribes (ESP)             | 58è                                 |

| Bepink BPK | Bepink BPK                  | Bepink BPK |
| ---------- | --------------------------- | ---------- |
| Núm        | Ciclista                    | Pos        |
| 171        | Letizia Brufani (ITA)       | 113è       |
| 172        | Andrea Casagranda (ITA)     | 92è        |
| 173        | Nora Jenčušová (SVK) (ruta) | 98è        |
| 174        | Prisca Savi (ITA)           | DNF-3      |
| 175        | Giorgia Vettorello (ITA)    | 70è        |
| 176        | Matilde Vitillo (ITA)       | 89è        |
| 177        | Silvia Zanardi (ITA)        | 82è        |

| Massi Tactic MAT | Massi Tactic MAT           | Massi Tactic MAT |
| ---------------- | -------------------------- | ---------------- |
| Núm              | Ciclista                   | Pos              |
| 181              | Valeria Valgonen (RUS)     | 46è              |
| 182              | Cecile Lejeune (FRA)       | DNF-2            |
| 183              | Aurela Nerlo (POL)         | DNF-6            |
| 184              | Adele Normand (CAN)        | 72è              |
| 185              | Miryam Núñez (ECU)         | 110è             |
| 186              | Patricia Ortega Ruiz (ESP) | 105è             |
| 187              | Vera Vilaca (POR)          | 97è              |

| Soltec Team STC | Soltec Team STC              | Soltec Team STC |
| --------------- | ---------------------------- | --------------- |
| Núm             | Ciclista                     | Pos             |
| 191             | Isabella Escalera (ESP)      | DNF-5           |
| 192             | Manuela Mureșan (ROU) (ruta) | 125è            |
| 193             | Andrea Soldevilla (ESP)      | DNF-3           |
| 194             | Fiona Mangan (IRL)           | 99è             |
| 195             | Mariana Líbano (POR)         | DNF-3           |
| 196             | Romana Slavinec (AUT)        | DNF-5           |
| 197             | Liubov Malervein (RUS)       | 121è            |

| Cantabria Deporte-Rio Miera RMC | Cantabria Deporte-Rio Miera RMC | Cantabria Deporte-Rio Miera RMC |
| ------------------------------- | ------------------------------- | ------------------------------- |
| Núm                             | Ciclista                        | Pos                             |
| 201                             | Mercedes Carmona Ramos (ESP)    | 87è                             |
| 202                             | Marina Garau Roca (ESP)         | 122è                            |
| 203                             | Belen Gonzalez (ESP)            | DNF-5                           |
| 204                             | Susana Perez Conejero (ESP)     | 86è                             |
| 205                             | Andrea Perez (ESP)              | DNF-6                           |
| 206                             | Beatriz Roxo (POR)              | DNF-5                           |
| 207                             | Andrea Velasco (ESP)            | DNF-5                           |

| Farto-BTC FAR | Farto-BTC FAR                 | Farto-BTC FAR |
| ------------- | ----------------------------- | ------------- |
| Núm           | Ciclista                      | Pos           |
| 211           | Ariadna Gutiérrez (MEX)       | 74è           |
| 212           | Mandana Dehghan (IRI)         | 116è          |
| 213           | Agata Flis (POL)              | 126è          |
| 214           | Lina Svarinska (LAT)          | DNF-5         |
| 215           | Maria Del Pilar Jimenez (ESP) | DNF-5         |
| 216           | Daria Fomina (RUS)            | 96è           |
| 217           | Azulde Britz (RSA)            | DNF-5         |

| Sopela Women's Team SWT | Sopela Women's Team SWT        | Sopela Women's Team SWT |
| ----------------------- | ------------------------------ | ----------------------- |
| Núm                     | Ciclista                       | Pos                     |
| 221                     | Maria Banlles Santamaria (ESP) | DNF-6                   |
| 222                     | Nahia Imaz (ESP)               | DNF-3                   |
| 223                     | Sarah Kastenhuber (GER)        | 124è                    |
| 224                     | Allison Mrugal (USA)           | 119è                    |
| 225                     | Muskilda Olortiz (ESP)         | FC-1                    |
| 226                     | Laia Puigdefabregas (ESP)      | DNF-6                   |
| 227                     | Agustina Reyes (URU)           | DNF-6                   |

| Movistar Team MOV | Movistar Team MOV                 | Movistar Team MOV |
| ----------------- | --------------------------------- | ----------------- |
| Núm               | Ciclista                          | Pos               |
| 1                 | Aude Biannic (FRA)                | 84è               |
| 2                 | Emma Norsgaard (DEN)              | 73è               |
| 3                 | Liane Lippert (GER) (ruta)        | 21è               |
| 4                 | Floortje Mackaij (NED)            | 62è               |
| 5                 | Lourdes Oyarbide Jiménez (ESP)    | 102è              |
| 6                 | Paula Patiño (COL)                | 34è               |
| 7                 | Annemiek van Vleuten (NED) (ruta) | 1r                |

| SD Worx SDW | SD Worx SDW              | SD Worx SDW |
| ----------- | ------------------------ | ----------- |
| Núm         | Ciclista                 | Pos         |
| 11          | Niamh Fisher-Black (NZL) | 20è         |
| 12          | Femke Markus (NED)       | 91è         |
| 13          | Marlen Reusser (SUI)     | 23è         |
| 14          | Marie Schreiber (LUX)    | 94è         |
| 15          | Elena Cecchini (ITA)     | 78è         |
| 16          | Blanka Vas (HUN) (ruta)  | 75è         |
| 17          | Demi Vollering (NED)     | 2n          |

| Trek-Segafredo TFS | Trek-Segafredo TFS      | Trek-Segafredo TFS |
| ------------------ | ----------------------- | ------------------ |
| Núm                | Ciclista                | Pos                |
| 21                 | Elynor Bäckstedt (GBR)  | 115è               |
| 22                 | Lisa Klein (GER)        | 106è               |
| 23                 | Lizzie Deignan (GBR)    | 47è                |
| 24                 | Ilaria Sanguineti (ITA) | 118è               |
| 25                 | Gaia Realini (ITA)      | 3r                 |
| 26                 | Amanda Spratt (AUS)     | 11è                |
| 27                 | Tayler Wiles (USA)      | 104è               |

| Canyon-SRAM Racing CSR | Canyon-SRAM Racing CSR         | Canyon-SRAM Racing CSR |
| ---------------------- | ------------------------------ | ---------------------- |
| Núm                    | Ciclista                       | Pos                    |
| 31                     | Ricarda Bauernfeind (GER)      | 5è                     |
| 32                     | Elise Chabbey (SUI)            | 24è                    |
| 33                     | Chloé Dygert (USA)             | NP-6                   |
| 34                     | Katarzyna Niewiadoma (POL)     | 10è                    |
| 35                     | Pauliena Rooijakkers (NED)     | 51è                    |
| 36                     | Agnieszka Skalniak-Sójka (POL) | 55è                    |
| 37                     | Alice Towers (GBR) (ruta)      | 35è                    |

| FDJ-Suez FST | FDJ-Suez FST          | FDJ-Suez FST |
| ------------ | --------------------- | ------------ |
| Núm          | Ciclista              | Pos          |
| 41           | Loes Adegeest (NED)   | 14è          |
| 42           | Marta Cavalli (ITA)   | 13è          |
| 43           | Clara Copponi (FRA)   | 88è          |
| 44           | Marie Le Net (FRA)    | 71è          |
| 45           | Évita Muzic (FRA)     | 6è           |
| 46           | Gladys Verhulst (FRA) | 69è          |
| 47           | Jade Wiel (FRA)       | 32è          |

| UAE Team ADQ UAD | UAE Team ADQ UAD           | UAE Team ADQ UAD |
| ---------------- | -------------------------- | ---------------- |
| Núm              | Ciclista                   | Pos              |
| 51               | Karolina Kumięga (POL)     | 100è             |
| 52               | Olivia Baril (CAN)         | 19è              |
| 53               | Eugenia Bujak (SLO) (ruta) | 76è              |
| 54               | Mikayla Harvey (NZL)       | 48è              |
| 55               | Alena Ivanchenko (RUS)     | 25è              |
| 56               | Erica Magnaldi (ITA)       | 8è               |
| 57               | Silvia Persico (ITA)       | 12è              |

| Team DSM DSM | Team DSM DSM           | Team DSM DSM |
| ------------ | ---------------------- | ------------ |
| Núm          | Ciclista               | Pos          |
| 61           | Francesca Barale (ITA) | 41è          |
| 62           | Léa Curinier (FRA)     | 45è          |
| 63           | Charlotte Kool (NED)   | DNF-4        |
| 64           | Juliette Labous (FRA)  | 7è           |
| 65           | Esmée Peperkamp (NED)  | 16è          |
| 66           | Maeve Plouffe (AUS)    | 123è         |
| 67           | Elise Uijen (NED)      | 44è          |

| EF Education-TIBCO-SVB TIB | EF Education-TIBCO-SVB TIB | EF Education-TIBCO-SVB TIB |
| -------------------------- | -------------------------- | -------------------------- |
| Núm                        | Ciclista                   | Pos                        |
| 71                         | Femke Beuling (NED)        | 127è                       |
| 73                         | Veronica Ewers (USA)       | 17è                        |
| 74                         | Kathrin Hammes (GER)       | 52è                        |
| 75                         | Sara Poidevin (CAN)        | 103è                       |
| 76                         | Magdeleine Vallieres (CAN) | 60è                        |
| 77                         | Georgia Williams (NZL)     | 39è                        |

| Team Jumbo-Visma TJV | Team Jumbo-Visma TJV         | Team Jumbo-Visma TJV |
| -------------------- | ---------------------------- | -------------------- |
| Núm                  | Ciclista                     | Pos                  |
| 81                   | Anna Henderson (GBR)         | 27è                  |
| 82                   | Amber Kraak (NED)            | 22è                  |
| 83                   | Coryn Labecki (USA)          | 112è                 |
| 84                   | Riejanne Markus (NED) (ruta) | 4t                   |
| 85                   | Noemi Rüegg (SUI)            | 68è                  |
| 86                   | Eva van Agt (NED)            | 42è                  |
| 87                   | Marianne Vos (NED)           | 26è                  |

| Team Jayco AlUla BEX | Team Jayco AlUla BEX           | Team Jayco AlUla BEX |
| -------------------- | ------------------------------ | -------------------- |
| Núm                  | Ciclista                       | Pos                  |
| 91                   | Kristen Faulkner (USA)         | 28è                  |
| 92                   | Teniel Campbell (TTO) (ruta)   | 107è                 |
| 93                   | Georgie Howe (AUS)             | 101è                 |
| 94                   | Nina Kessler (NED)             | NP-5                 |
| 95                   | Amber Pate (AUS)               | 49è                  |
| 96                   | Ane Santesteban González (ESP) | 18è                  |
| 97                   | Urška Žigart (SLO)             | 40è                  |

| Liv Racing TeqFind LIV | Liv Racing TeqFind LIV                          | Liv Racing TeqFind LIV |
| ---------------------- | ----------------------------------------------- | ---------------------- |
| Núm                    | Ciclista                                        | Pos                    |
| 101                    | Caroline Andersson (SWE)                        | 33è                    |
| 102                    | Rachele Barbieri (ITA)                          | NP-4                   |
| 103                    | Margarita Victoria García Cañellas (ESP) (ruta) | 9è                     |
| 104                    | Tereza Neumanová (CZE) (ruta)                   | 90è                    |
| 105                    | Katia Ragusa (ITA)                              | 79è                    |
| 106                    | Silke Smulders (NED)                            | 63è                    |
| 107                    | Quinty Ton (NED)                                | 57è                    |

| St Michel-Mavic-Auber 93 AUB | St Michel-Mavic-Auber 93 AUB | St Michel-Mavic-Auber 93 AUB |
| ---------------------------- | ---------------------------- | ---------------------------- |
| Núm                          | Ciclista                     | Pos                          |
| 111                          | Simone Boilard (CAN)         | 66è                          |
| 112                          | Coralie Demay (FRA)          | 31è                          |
| 113                          | Camille Fahy (FRA)           | DNF-5                        |
| 114                          | Roxane Fournier (FRA)        | NP-5                         |
| 115                          | Dilyxine Miermont (FRA)      | 36è                          |
| 116                          | Olivia Onesti (FRA)          | 95è                          |
| 117                          | Margot Pompanon (FRA)        | 83è                          |

| Israel-Premier Tech Roland CGS | Israel-Premier Tech Roland CGS | Israel-Premier Tech Roland CGS |
| ------------------------------ | ------------------------------ | ------------------------------ |
| Núm                            | Ciclista                       | Pos                            |
| 121                            | Claire Steels (GBR)            | 15è                            |
| 122                            | Tamara Balabolina (RUS)        | 29è                            |
| 123                            | Sofia Collinelli (ITA)         | NP-5                           |
| 124                            | Elizabeth Stannard (AUS)       | 43è                            |
| 125                            | Anna Kiesenhofer (AUT)         | 59è                            |
| 126                            | Elena Pirrone (ITA)            | 93è                            |
| 127                            | Hannah Buch (GER)              | 114è                           |

| Coop-Hitec Products HPU | Coop-Hitec Products HPU       | Coop-Hitec Products HPU |
| ----------------------- | ----------------------------- | ----------------------- |
| Núm                     | Ciclista                      | Pos                     |
| 131                     | Stine Dale (NOR)              | 77è                     |
| 132                     | Georgia Danford (AUS)         | 120è                    |
| 133                     | Sigrid Ytterhus Haugset (NOR) | 53è                     |
| 134                     | Kerry Jonker (RSA)            | DNF-5                   |
| 135                     | Tiril Jørgensen (NOR)         | DNF-5                   |
| 136                     | Mari Hole Mohr (NOR)          | DNF-4                   |
| 137                     | Josie Nelson (GBR)            | NP-7                    |

| Eneicat-CMTeam-Seguros Deportivos EIC | Eneicat-CMTeam-Seguros Deportivos EIC   | Eneicat-CMTeam-Seguros Deportivos EIC |
| ------------------------------------- | --------------------------------------- | ------------------------------------- |
| Núm                                   | Ciclista                                | Pos                                   |
| 141                                   | Andrea Alzate Gómez (COL)               | 54è                                   |
| 142                                   | Isabel Martin (ESP)                     | 108è                                  |
| 143                                   | Laura Ruiz Pérez (ESP)                  | 85è                                   |
| 144                                   | Lucia Ruiz Pérez (ESP)                  | 38è                                   |
| 145                                   | Marina Varenyk (UKR)                    | 109è                                  |
| 146                                   | Carolina Vargas (COL)                   | 37è                                   |
| 147                                   | Aranza Valentina Villalón Sanchez (CHI) | 64è                                   |

| Bizkaia-Durango BDP | Bizkaia-Durango BDP           | Bizkaia-Durango BDP |
| ------------------- | ----------------------------- | ------------------- |
| Núm                 | Ciclista                      | Pos                 |
| 151                 | Daniela Campos (POR) (ruta)   | NP-4                |
| 152                 | Lucía González Blanco (ESP)   | 50è                 |
| 153                 | Ana Vitória Magalhães (BRA)   | 81è                 |
| 154                 | Eukene Larrarte Arteaga (ESP) | 111è                |
| 155                 | Irene Mendez Melgarejo (ESP)  | 61è                 |
| 156                 | Sofia Rodriguez Revert (ESP)  | 117è                |
| 157                 | Catalina Soto (CHI)           | 80è                 |

| Laboral Kutxa-Fundación Euskadi LKF | Laboral Kutxa-Fundación Euskadi LKF | Laboral Kutxa-Fundación Euskadi LKF |
| ----------------------------------- | ----------------------------------- | ----------------------------------- |
| Núm                                 | Ciclista                            | Pos                                 |
| 161                                 | Yurani Blanco Calbet (ESP)          | 56è                                 |
| 162                                 | Idoia Eraso (ESP)                   | 67è                                 |
| 163                                 | Ariana Gilabert (ESP)               | 65è                                 |
| 164                                 | Usoa Ostolaza (ESP)                 | NP-5                                |
| 165                                 | Nadia Quagliotto (ITA)              | 30è                                 |
| 166                                 | Laura Rodríguez Cordero (ESP)       | DNF-6                               |
| 167                                 | Alba Teruel Ribes (ESP)             | 58è                                 |

| Bepink BPK | Bepink BPK                  | Bepink BPK |
| ---------- | --------------------------- | ---------- |
| Núm        | Ciclista                    | Pos        |
| 171        | Letizia Brufani (ITA)       | 113è       |
| 172        | Andrea Casagranda (ITA)     | 92è        |
| 173        | Nora Jenčušová (SVK) (ruta) | 98è        |
| 174        | Prisca Savi (ITA)           | DNF-3      |
| 175        | Giorgia Vettorello (ITA)    | 70è        |
| 176        | Matilde Vitillo (ITA)       | 89è        |
| 177        | Silvia Zanardi (ITA)        | 82è        |

| Massi Tactic MAT | Massi Tactic MAT           | Massi Tactic MAT |
| ---------------- | -------------------------- | ---------------- |
| Núm              | Ciclista                   | Pos              |
| 181              | Valeria Valgonen (RUS)     | 46è              |
| 182              | Cecile Lejeune (FRA)       | DNF-2            |
| 183              | Aurela Nerlo (POL)         | DNF-6            |
| 184              | Adele Normand (CAN)        | 72è              |
| 185              | Miryam Núñez (ECU)         | 110è             |
| 186              | Patricia Ortega Ruiz (ESP) | 105è             |
| 187              | Vera Vilaca (POR)          | 97è              |

| Soltec Team STC | Soltec Team STC              | Soltec Team STC |
| --------------- | ---------------------------- | --------------- |
| Núm             | Ciclista                     | Pos             |
| 191             | Isabella Escalera (ESP)      | DNF-5           |
| 192             | Manuela Mureșan (ROU) (ruta) | 125è            |
| 193             | Andrea Soldevilla (ESP)      | DNF-3           |
| 194             | Fiona Mangan (IRL)           | 99è             |
| 195             | Mariana Líbano (POR)         | DNF-3           |
| 196             | Romana Slavinec (AUT)        | DNF-5           |
| 197             | Liubov Malervein (RUS)       | 121è            |

| Cantabria Deporte-Rio Miera RMC | Cantabria Deporte-Rio Miera RMC | Cantabria Deporte-Rio Miera RMC |
| ------------------------------- | ------------------------------- | ------------------------------- |
| Núm                             | Ciclista                        | Pos                             |
| 201                             | Mercedes Carmona Ramos (ESP)    | 87è                             |
| 202                             | Marina Garau Roca (ESP)         | 122è                            |
| 203                             | Belen Gonzalez (ESP)            | DNF-5                           |
| 204                             | Susana Perez Conejero (ESP)     | 86è                             |
| 205                             | Andrea Perez (ESP)              | DNF-6                           |
| 206                             | Beatriz Roxo (POR)              | DNF-5                           |
| 207                             | Andrea Velasco (ESP)            | DNF-5                           |

| Farto-BTC FAR | Farto-BTC FAR                 | Farto-BTC FAR |
| ------------- | ----------------------------- | ------------- |
| Núm           | Ciclista                      | Pos           |
| 211           | Ariadna Gutiérrez (MEX)       | 74è           |
| 212           | Mandana Dehghan (IRI)         | 116è          |
| 213           | Agata Flis (POL)              | 126è          |
| 214           | Lina Svarinska (LAT)          | DNF-5         |
| 215           | Maria Del Pilar Jimenez (ESP) | DNF-5         |
| 216           | Daria Fomina (RUS)            | 96è           |
| 217           | Azulde Britz (RSA)            | DNF-5         |

| Sopela Women's Team SWT | Sopela Women's Team SWT        | Sopela Women's Team SWT |
| ----------------------- | ------------------------------ | ----------------------- |
| Núm                     | Ciclista                       | Pos                     |
| 221                     | Maria Banlles Santamaria (ESP) | DNF-6                   |
| 222                     | Nahia Imaz (ESP)               | DNF-3                   |
| 223                     | Sarah Kastenhuber (GER)        | 124è                    |
| 224                     | Allison Mrugal (USA)           | 119è                    |
| 225                     | Muskilda Olortiz (ESP)         | FC-1                    |
| 226                     | Laia Puigdefabregas (ESP)      | DNF-6                   |
| 227                     | Agustina Reyes (URU)           | DNF-6                   |